# Lawrence M. Principe
Lawrence M. Principe (* 16. Mai 1962) ist ein US-amerikanischer Wissenschaftshistoriker, speziell der Alchemie und ihrer Verbindung zur frühen Chemie im modernen Sinn. Er ist Drew Professor of Humanities in der Fakultät für Wissenschaftsgeschichte und Chemie der Johns Hopkins University.

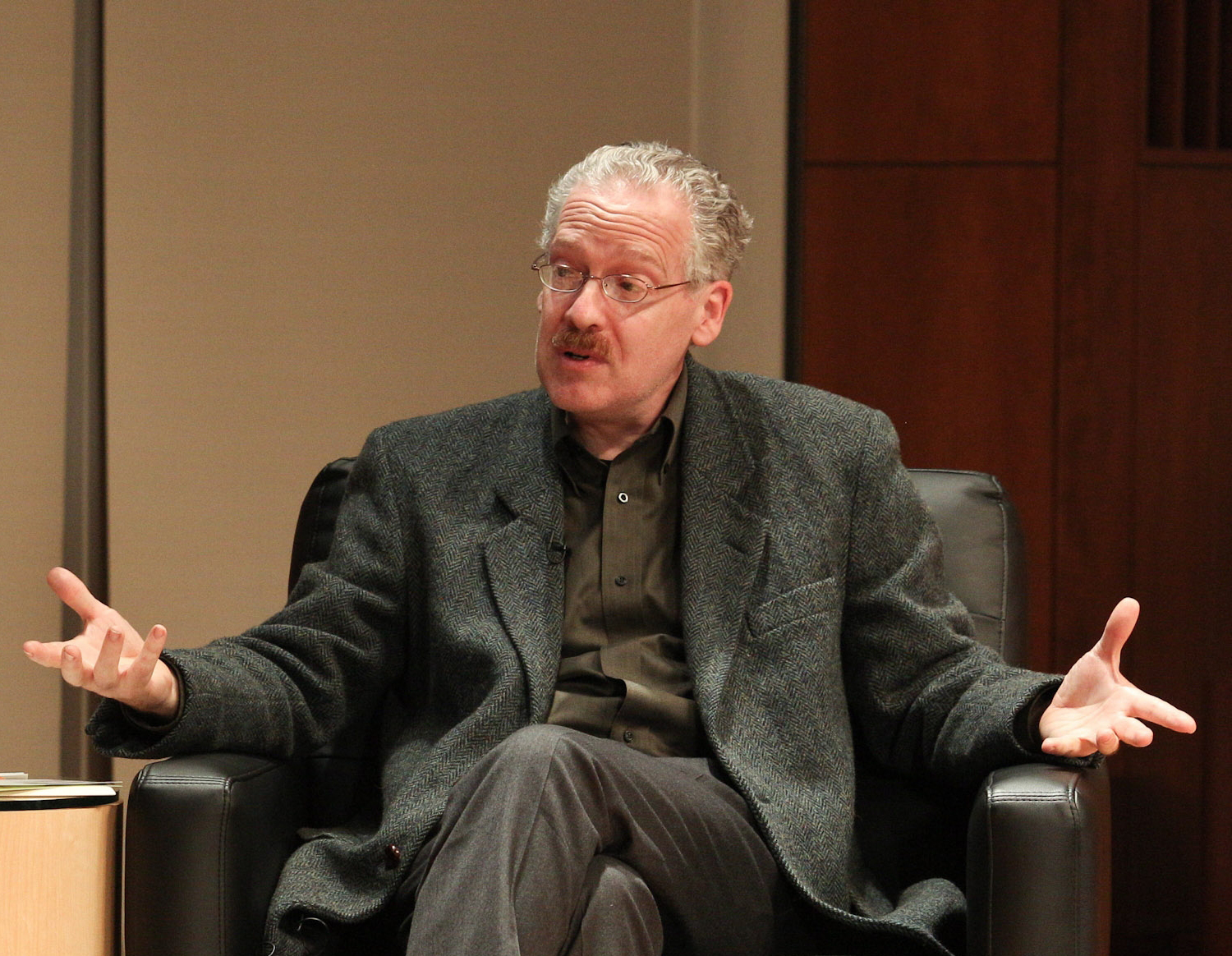
Lawrence M. Principe

Principe studierte an der University of Delaware mit Bachelor-Abschlüssen in Liberal Arts und Chemie 1983 und an der Indiana University, an der er 1988 in Organischer Chemie promoviert wurde. 1988 ging er an die Johns Hopkins University, wo er Lecturer in Organischer Chemie war und sich der Chemiegeschichte zuwandte, worin er 1996 promoviert wurde. Ab 1997 war er Professor.
In der Alchemie-Geschichte befasst er sich insbesondere mit Robert Boyle (der generell als einer der Väter der modernen Chemie betrachtet wird) und dem Alchemisten George Starkey, teilweise mit William R. Newman. Er stellt insbesondere die Verwurzelung von Boyle in der Alchemie seiner Zeit dar. Er veröffentlichte 2013 eine Geschichte der Alchemie. Wie Newman propagiert er die Bezeichnung Chymistry für Vorläufer der Chemie in modernem Sinn in Abgrenzung zur Alchemie.
1998 erhielt er einen Preis der Templeton Foundation (für Kurse über die Beziehung von Religion und Wissenschaft) und 2004 den ersten Francis Bacon Prize des Caltech. 1999 wurde er Maryland Professor of the Year der Carnegie Foundation for the Advancement of Teaching und er erhielt den Distinguished Faculty Award der Johns Hopkins University.

## Schriften
- The Aspiring Adept: Robert Boyle and His Alchemical Quest, Princeton, 1998
- The Secrets of Alchemy, University of Chicago Press 2013
- mit William R. Newman: Alchemy Tried in the Fire: Starkey, Boyle, and the Fate of Helmontian Chymistry, Chicago: University of Chicago Press, 2002 (erhielt 2005 den Pfizer Preis)
- Herausgeber mit William R. Newman: George Starkey: Alchemical Laboratory Notebooks and Correspondence, Chicago: University of Chicago Press 2004
- The Scientific Revolution: A Very Short Introduction, Oxford: Oxford University Press, 2011
- Herausgeber mit Marco Beretta, Antonio Clericuzio: The Accademia del Cimento and Its European Context, Sagamore Beach, MA: Science History Publications, 2009
- Herausgeber: Chymists and Chymistry: Studies in the History of Alchemy and Early Modern Chemistry, Sagamore Beach, MA: Science History Publications, 2007
- Herausgeber: New Narratives in Eighteenth-Century Chemistry, Dordrecht: Springer, 2007
  - Darin von Principe: A Revolution Nobody Noticed? Changes in Early Eighteenth-Century Chymistry, S. 1–22.
- Beiträge in Claus Priesner, Karin Figala: Alchemie. Lexikon einer hermetischen Wissenschaft, Beck 1998
- mit William R. Newman: Some Problems in the Historiography of Alchemy, in: William R. Newman, Anthony Grafton, Secrets of Nature: Astrology and Alchemy in Early Modern Europe, Cambridge MA; MIT Press, 2001, S. 385–434

Einige Aufsätze:
- Alchemy Restored, Isis, Band 102, 2011, S. 305–312.
- Apparatus and Reproducibility in Alchemy, in: Instruments and Experimentation in the History of Chemistry, MIT Press, 2000, S. 55–74
- The Alchemies of Robert Boyle and Isaac Newton: Alternate Approaches and Divergent Deployments., in: Margaret J. Osler: Rethinking the Scientific Revolution, Cambridge University Press, 2000, S. 201–220
- mit William R. Newman: Alchemy vs. Chemistry: The Etymological Origins of a Historiographic Mistake, Early Science and Medicine, Band 3, 1998, S. 32–65
- Reflections on Newton’s Alchemy in Light of the New Historiography of Alchemy, James E. Force, Sarah Hutton: Newton and Newtonianism: New Studies, Dordrecht: Kluwer, 2004, S. 205–219